# Aranda
För andra betydelser, se Aranda (olika betydelser).
Aranda är hos urinvånarna i Australien en jättelik mytologisk orm som ska leva i området kring Emianga. Förr sades den sluka människor och nu tros den fortfarande gömma sig i djupet under vattenytan.